# 图氏沙百灵

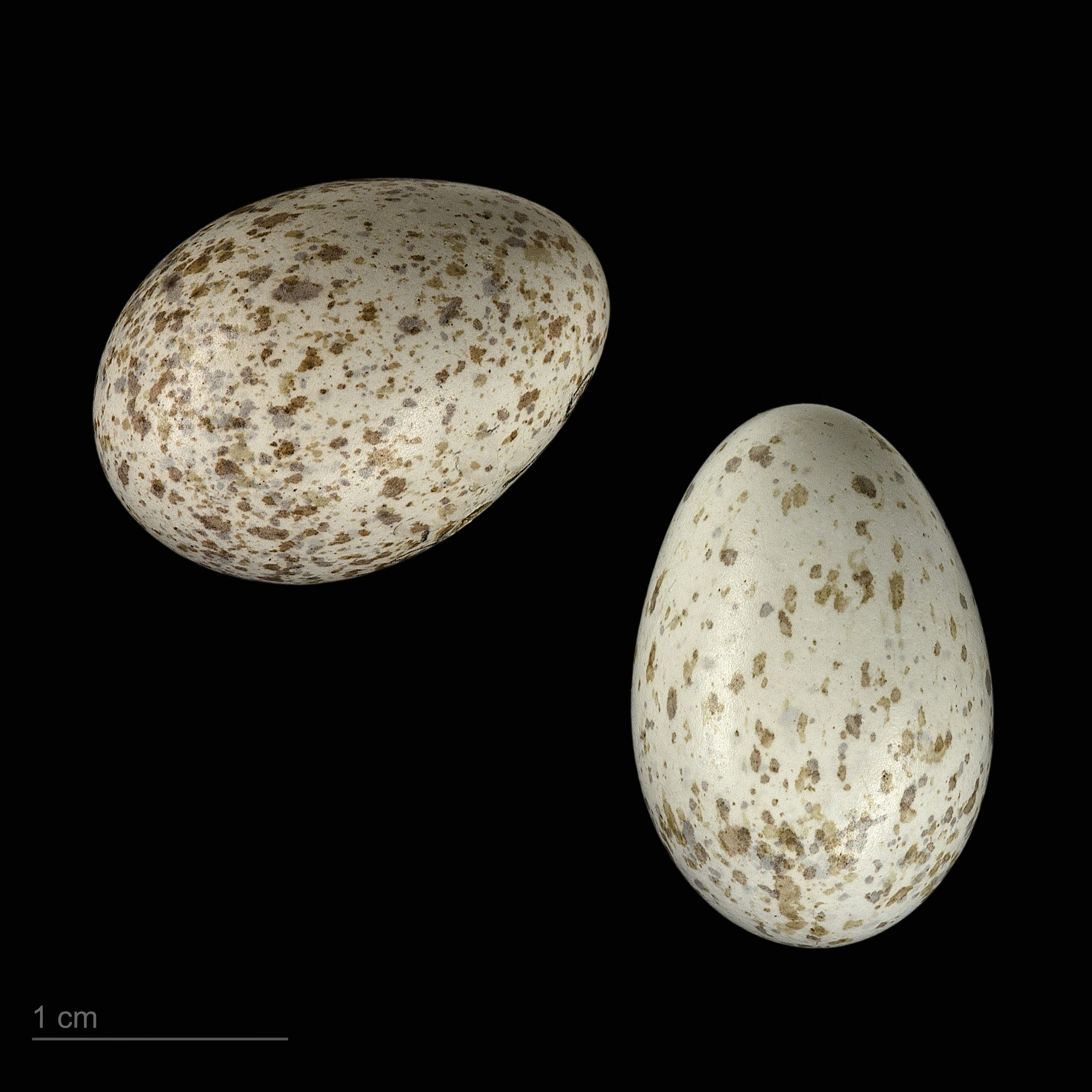
卵 Eremalauda dunni

图氏沙百灵（学名：Eremalauda dunni），是百灵科图氏沙百灵属的一种，分布于马里、科威特、埃及、沙特阿拉伯、阿拉伯联合酋长国、黎巴嫩、以色列、毛里塔尼亚、也门、苏丹、乍得、尼日尔、阿曼、西撒哈拉、约旦和叙利亚。该物种的保护状况被评为无危。
图氏沙百灵的平均体重约为20.5克。栖息地包括热带沙漠、亚热带或热带的（低地）干草原和淡水泉、绿洲。